# Élie Okobo
Élie-Franck Okobo (Bordeaux, 23 ottobre 1997) è un cestista francese.

## Carriera
È stato selezionato dai Phoenix Suns al secondo giro del Draft NBA 2018 (31ª scelta assoluta).

## Statistiche

### NBA

#### Regular Season
| Anno      | Squadra      | PG  | PT | MP   | TC%  | 3P%  | TL%  | RP  | AP  | PRP | SP  | PP  |
| --------- | ------------ | --- | -- | ---- | ---- | ---- | ---- | --- | --- | --- | --- | --- |
| 2018-2019 | Phoenix Suns | 53  | 16 | 18,1 | 39,3 | 29,5 | 78,7 | 1,8 | 2,4 | 0,6 | 0,1 | 5,7 |
| 2019-2020 | Phoenix Suns | 55  | 3  | 13,1 | 39,8 | 35,2 | 70,4 | 1,6 | 2,1 | 0,4 | 0,1 | 4,0 |
| Carriera  | Carriera     | 108 | 19 | 15,5 | 39,5 | 31,5 | 73,7 | 1,7 | 2,2 | 0,5 | 0,1 | 4,8 |

### G League
| Anno      | Squadra          | PG | PT | MP   | TC%  | 3P%  | TL%  | RP  | AP  | PRP | SP  | PP   |
| --------- | ---------------- | -- | -- | ---- | ---- | ---- | ---- | --- | --- | --- | --- | ---- |
| 2018-2019 | N. Arizona Suns  | 9  | 9  | 35,8 | 38,9 | 29,4 | 74,3 | 4,7 | 7,4 | 1,3 | 0,3 | 18,1 |
| 2020-2021 | Long Island Nets | 14 | 3  | 27,2 | 38,4 | 30,4 | 56,3 | 3,4 | 5,1 | 1,2 | 0,1 | 8,9  |
| Carriera  | Carriera         | 23 | 12 | 30,6 | 38,7 | 29,8 | 68,6 | 3,9 | 6,0 | 1,3 | 0,2 | 12,5 |

### Euroleague
| Anno      | Squadra  | PG  | PT | MP   | TC%  | 3P%  | TL%  | RP  | AP  | PRP | SP  | PP   |
| --------- | -------- | --- | -- | ---- | ---- | ---- | ---- | --- | --- | --- | --- | ---- |
| 2021-2022 | ASVEL    | 27  | 23 | 27,6 | 46,2 | 36,8 | 82,7 | 2,8 | 3,9 | 0,7 | 0,1 | 14,5 |
| 2022-2023 | Monaco   | 41  | 6  | 26,0 | 44,3 | 33,5 | 83,7 | 2,1 | 3,6 | 1,0 | 0,2 | 12,6 |
| 2023-2024 | Monaco   | 37  | 3  | 24,8 | 41,3 | 30,1 | 82,8 | 2,6 | 3,1 | 0,7 | 0,0 | 11,0 |
| 2024-2025 | Monaco   | 35  | 9  | 25,2 | 46,1 | 38,9 | 87,8 | 1,9 | 4,1 | 1,1 | 0,2 | 12,5 |
| Carriera  | Carriera | 140 | 41 | 25,8 | 44,4 | 34,5 | 84,3 | 2,3 | 3,7 | 0,9 | 0,1 | 12,5 |

## Palmarès

### Squadra
- Campionato francese: 3

ASVEL: 2021-2022
Monaco: 2022-2023, 2023-2024
- Coppa di Francia: 1

Monaco: 2022-2023

### Individuale
- LNB Pro A MVP finali: 1

ASVEL: 2021-22